# Túxpam de Rodríguez Cano
Túxpam de Rodríguez Cano (del náhuatl: Tochpan ‘Lugar de conejos’), comúnmente llamada Tuxpan, es una ciudad y puerto del norte del estado mexicano de Veracruz, en la región conocida como la Huasteca, 191 km al sur de Tampico, 60 km al norte de Poza Rica y 320 km de la Ciudad de México. Es cabecera del municipio de Tuxpan. La ciudad se encuentra ubicada a orillas del río Tuxpan, a 11 km de su desembocadura en el golfo de México. El uso admite dos formas de escritura: "Tuxpan", que está más acorde con la toponimia de origen náhuatl, y "Túxpam".

## Historia
La ciudad fue fundada por indígenas huastecos que habitaban la zona y estaban bajo el dominio nahua (alrededor del año 1000) adquirió el nombre de "Toch-pan", que significa "lugar de conejos". La primera descripción de Tuxpan la hizo Bernal Díaz del Castillo en su Historia verdadera de la conquista de la Nueva España. Debido a las frecuentes inundaciones la localidad fue trasladada del margen derecho del río, donde originalmente fue fundada, al margen izquierdo, donde permanece actualmente. En 1830 adquirió la categoría de villa, en 1881 la categoría de ciudad y en 1914 fue capital provisional del Estado de Veracruz. Por decreto del 9 de junio de 1955 se estableció que su denominación oficial sería la de "Tuxpan de Rodríguez Cano", en honor de un político originario de la ciudad.

## Localización
La ciudad y puerto de Tuxpan, está situada a los 20 grados, 57 minutos y 18 segundos de latitud norte, y a los 97 grados, 23 minutos 58.5 segundos al oeste del meridiano de Greenwich. Estas coordenadas corresponden específicamente a la torre de la Catedral de Nuestra Señora de la Asunción en el centro de la ciudad.

## Clima
El clima es cálido subhúmedo.  La temperatura más alta registrada en la ciudad fue de 48.0 °C el 18 de noviembre de 1935 y las temperaturas más bajas fueron de 0.0 °C en las fechas, 1 de enero de 1959, 21 de junio de 1951, 18 de agosto de 1951 y el 14 de diciembre de 1936.
| Parámetros climáticos promedio de Túxpam de Rodríguez Cano (normales 1991-2020) | Parámetros climáticos promedio de Túxpam de Rodríguez Cano (normales 1991-2020) | Parámetros climáticos promedio de Túxpam de Rodríguez Cano (normales 1991-2020) | Parámetros climáticos promedio de Túxpam de Rodríguez Cano (normales 1991-2020) | Parámetros climáticos promedio de Túxpam de Rodríguez Cano (normales 1991-2020) | Parámetros climáticos promedio de Túxpam de Rodríguez Cano (normales 1991-2020) | Parámetros climáticos promedio de Túxpam de Rodríguez Cano (normales 1991-2020) | Parámetros climáticos promedio de Túxpam de Rodríguez Cano (normales 1991-2020) | Parámetros climáticos promedio de Túxpam de Rodríguez Cano (normales 1991-2020) | Parámetros climáticos promedio de Túxpam de Rodríguez Cano (normales 1991-2020) | Parámetros climáticos promedio de Túxpam de Rodríguez Cano (normales 1991-2020) | Parámetros climáticos promedio de Túxpam de Rodríguez Cano (normales 1991-2020) | Parámetros climáticos promedio de Túxpam de Rodríguez Cano (normales 1991-2020) | Parámetros climáticos promedio de Túxpam de Rodríguez Cano (normales 1991-2020) |
| Mes                                                                             | Ene.                                                                            | Feb.                                                                            | Mar.                                                                            | Abr.                                                                            | May.                                                                            | Jun.                                                                            | Jul.                                                                            | Ago.                                                                            | Sep.                                                                            | Oct.                                                                            | Nov.                                                                            | Dic.                                                                            | Anual                                                                           |
| ------------------------------------------------------------------------------- | ------------------------------------------------------------------------------- | ------------------------------------------------------------------------------- | ------------------------------------------------------------------------------- | ------------------------------------------------------------------------------- | ------------------------------------------------------------------------------- | ------------------------------------------------------------------------------- | ------------------------------------------------------------------------------- | ------------------------------------------------------------------------------- | ------------------------------------------------------------------------------- | ------------------------------------------------------------------------------- | ------------------------------------------------------------------------------- | ------------------------------------------------------------------------------- | ------------------------------------------------------------------------------- |
| Temp. máx. abs. (°C)                                                            | 35.6                                                                            | 44.8                                                                            | 46.8                                                                            | 43.4                                                                            | 43.4                                                                            | 43.0                                                                            | 39.7                                                                            | 40.9                                                                            | 40.8                                                                            | 37.6                                                                            | 48.0                                                                            | 34.6                                                                            | 48.0                                                                            |
| Temp. máx. media (°C)                                                           | 22.3                                                                            | 24.3                                                                            | 26.5                                                                            | 28.5                                                                            | 30.0                                                                            | 30.4                                                                            | 29.8                                                                            | 29.9                                                                            | 29.3                                                                            | 28.5                                                                            | 26.2                                                                            | 24.1                                                                            | 27.5                                                                            |
| Temp. media (°C)                                                                | 19.0                                                                            | 20.5                                                                            | 22.7                                                                            | 25.4                                                                            | 27.5                                                                            | 28.4                                                                            | 28.1                                                                            | 28.2                                                                            | 27.0                                                                            | 25.1                                                                            | 22.1                                                                            | 20.0                                                                            | 24.5                                                                            |
| Temp. mín. media (°C)                                                           | 12.7                                                                            | 14.5                                                                            | 16.5                                                                            | 20.1                                                                            | 23.9                                                                            | 25.6                                                                            | 25.3                                                                            | 25.6                                                                            | 23.4                                                                            | 19.3                                                                            | 16.1                                                                            | 13.7                                                                            | 19.7                                                                            |
| Temp. mín. abs. (°C)                                                            | 0.0                                                                             | 1.0                                                                             | 0.8                                                                             | 8.0                                                                             | 2.0                                                                             | 0.0                                                                             | 2.0                                                                             | 0.0                                                                             | 2.0                                                                             | 3.2                                                                             | 4.7                                                                             | 0.0                                                                             | 0.0                                                                             |
| Precipitación total (mm)                                                        | 46.2                                                                            | 31.3                                                                            | 31.3                                                                            | 49.9                                                                            | 84.9                                                                            | 194.3                                                                           | 171.9                                                                           | 176.6                                                                           | 351.9                                                                           | 308.8                                                                           | 102.9                                                                           | 37.2                                                                            | 1587.1                                                                          |
| Fuente n.º 1: Servicio meteorológico nacional 25 de mayo de 2022                |                                                                                 |                                                                                 |                                                                                 |                                                                                 |                                                                                 |                                                                                 |                                                                                 |                                                                                 |                                                                                 |                                                                                 |                                                                                 |                                                                                 |                                                                                 |
| Fuente n.º 2: NOAA                                                              |                                                                                 |                                                                                 |                                                                                 |                                                                                 |                                                                                 |                                                                                 |                                                                                 |                                                                                 |                                                                                 |                                                                                 |                                                                                 |                                                                                 |                                                                                 |

## Importancia
Históricamente hablando es la ciudad más importante del norte de Veracruz. Su altitud es de 10 metros sobre el nivel del mar y está a 260 kilómetros al este de México lo cual la convierte en la más cercana al Valle de México. La ciudad dista de la desembocadura de su río en el golfo de México.

## Primer asentamiento
El primer asentamiento que dio origen a la ciudad se encontraba, viendo hacia la desembocadura del río, aproximadamente a 5 kilómetros del puente Tuxpan. Era un pequeño centro ceremonial llamado Tabuco compuesto de población huasteca. La región fue conquistada por el Imperio Mexica entre 1450 y 1490, diezmándola completamente de tal manera que para cuando los conquistadores españoles llegaron a la zona se encontraron con una vasta región desolada y empobrecida; aun así establecieron encomiendas en el área de Tabuco-Tumilco, trayendo esclavos centroafricanos vía La Habana para cultivar básicamente algodón.

## Época virreinal
La época virreinal, es un punto oscuro para la historia de la ciudad, porque al virreinato sólo le interesaba explotar los ricos yacimientos de oro y plata de las montañas mexicanas. Tuxpan, reaparece en la Historia Nacional en 1810, con la Independencia de México, donde localmente libró importantes batallas para defender su raza y sumarse a las fuerzas insurgentes.

### El Yate Granma
Fidel Castro, su hermano Raúl, el Che Guevara, Camilo Cienfuegos y 78 expedicionarios más zarparon sigilosamente de Santiago de la Peña, frente al puerto de Tuxpan, en los primeros minutos del 25 de noviembre de 1956 en el Yate Granma para iniciar la Revolución Cubana que derrocaría al presidente Fulgencio Batista. En el mismo municipio se encuentra el Museo de la Amistad México-Cuba.

## Actualidad
La ciudad ha ido creciendo en torno a las actividades importantes de la zona como son la pesca, la ganadería y el cultivo de cítricos, como la naranja, además de la importancia creciente de su actividad portuaria, debida a su estratégica situación geográfica (es el puerto más cercano a Ciudad de México). Asimismo, posee extensos litorales de playa que atraen al turismo local y nacional en épocas vacacionales.
El 2 de marzo de 2017 fue inaugurada una nueva terminal que ampliará la capacidad operativa para el transporte de más de 700 mil contenedores y 100 mil vehículos al año.

## Galería de fotos

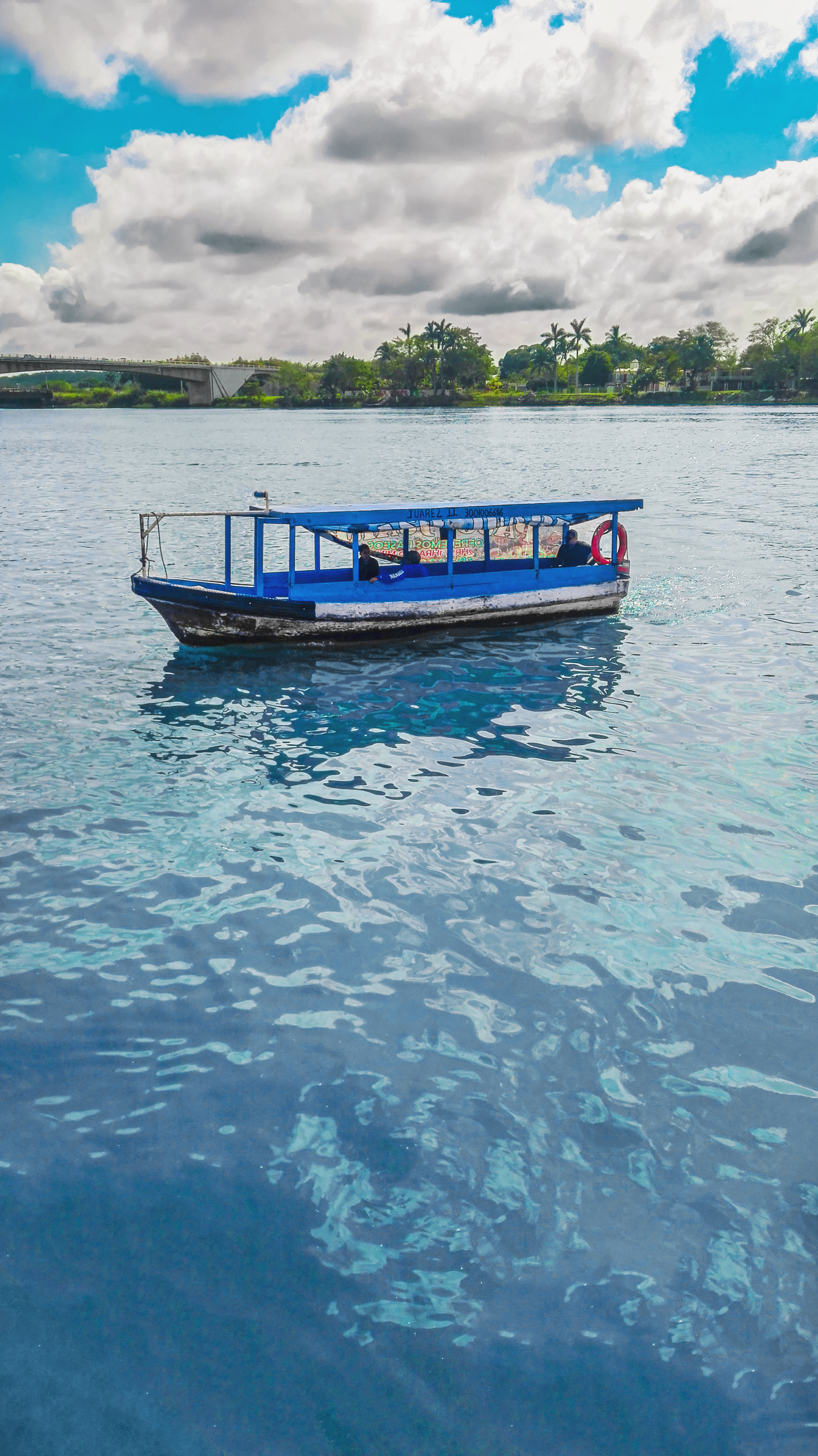
Río Pantepec en Túxpam

## Presidentes Municipales de Tuxpan
| PERIODO   | NOMBRE                           | PARTIDO  |
| --------- | -------------------------------- | -------- |
| 1995-1997 | Dr. Salvador Moctezuma Andrade   | PRI      |
| 1998-2000 | Lic. Alfredo Huerta León         | PRD      |
| 2001-2004 | C. Oscar Octavio Greer Becerra   | PAN      |
| 2005-2007 | Dr. Geronimo Folgueras Gordillo  | PAN      |
| 2007-2010 | Ing. Juan Ramon Ganem Vargas     | PRI      |
| 2010-2012 | Lic. Alberto Silva Ramos         | PRI      |
| 2012-2013 | C. Bardomiano Priego Garduño     | INTERINO |
| 2014-2017 | C. Raul Ruiz Diaz                | PRI      |
| 2018-2021 | C.P. Juan Antonio Aguilar Mancha | PAN      |
| 2022-2025 | Lic. Jose Manuel Pozos Castro    | MORENA   |

Actualmente la presidencia municipal la ostenta el Dr. Jesus Fomperroza Torres, quien fue designado presidente interino para concluir el periodo del anterior presidente municipal Lic. Jose Manuel Pozos Castro, quien presentó su renuncia para incorporarse como subsecretario de gobierno de la Gobernadora Rocio Nalhe